# معهد الاستشراق في سراييفو
معهد الاستشراق في سراييفو (بالبوسنوية: Orijentalni institut u Sarajevu) هو معهد للدراسات الاستشراقية، دُمر وحرقت مكتبته التي تحوى على آلاف المخطوطات في 18 آيار سنة 1992 م، من قبل القوات الصربية التي كانت تحاصر سراييفو آنذاك.
كان المعهد يمتلك واحدة من أغنى مجموعات المخطوطات الشرقية في البلقان؛ إذ إن عددها كان يبلغ 5263 مخطوطة باللغات العربية والتركية والفارسية والبوسنوية بالحروف العربية.